# Herbert Westren Turnbull
Herbert Westren Turnbull (ur. 31 sierpnia 1885 w Tettenhall, Anglia, zm. 4 maja 1961 w Grasmere), angielski matematyk, który przyczynił się do rozwoju teorii niezmienników algebraicznych oraz teorii kwadratowych.
Turnbull w wysokim stopniu zainspirował prace niemieckich matematyków Rudolfa Clebscha i Paula Gordona nad rachunkiem symbolicznym.